# Sidney Forrest
Sidney Forrest (* 21. August 1918 in New York City, New York; † 9. August 2013 in Bethesda, Maryland) war ein US-amerikanischer Klarinettist und Musikpädagoge.

## Leben
Forrest war Schüler verschiedener Klarinettisten des New York Philharmonic Orchestra (u. a. des Russen Simeon Bellison und von Alex Williams) und studierte an der University of Miami (B.A.) und der Columbia University (M.A.), daneben auch an der Juilliard School of Music. Während des Zweiten Weltkriegs war er vier Jahre Soloklarinettist der United States Marine Band ("The President's Own").
Nach dem Krieg wurde er Erster Klarinettist des National Symphony Orchestra. Er gab Konzerte in der Carnegie Hall, der Library of Congress, der National Gallery of Art und der Phillips Gallery. Unter anderem spielte er Aaron Coplands Klarinettenkonzert unter Leitung des Komponisten. Unter seinen Plattenaufnahmen findet sich Paul Hindemiths Sonata und das Grand Duo Concertante von Carl Maria von Weber.
Forrest unterrichtete vierzig Jahre lang am Peabody Conservatory und gab fünfundvierzig Jahre lang Sommerkurse beim Interlochen National Arts Camp in Michigan. Außerdem unterrichtete er an der American University, der George Washington University, der Catholic University of America und der Levine School of Music (alle in Washington, D.C.) und war Mitglied der Jury der National Fulbright Commission, des Buffet-North-American-Wettbewerbes und beim Conservatoire du Québec. Beim Amalfi Coast Music and Arts Festival gab er Kurse in Kammermusik.
Er wirkte auch als Herausgeber und Arrangeur und entwarf ein Klarinettenmundstück, das von der Firma Leblanc (heute Conn-Selmer, Inc.) produziert wird.